# Puchar Świata w skokach narciarskich w Wiśle

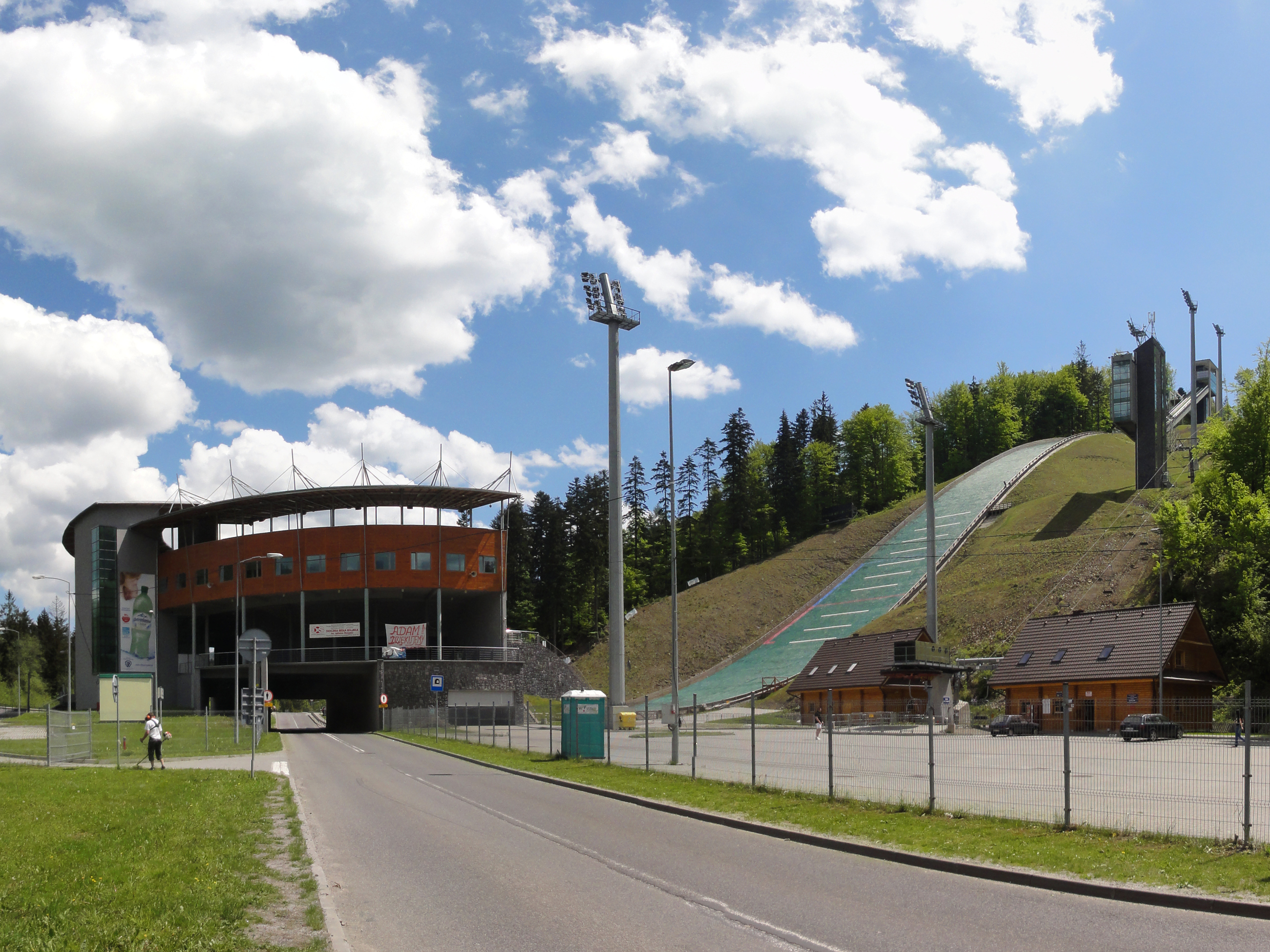
Skocznia im. Adama Małysza w Wiśle

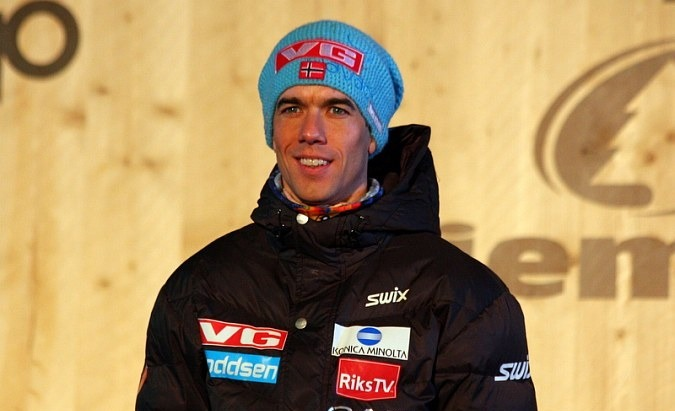
Anders Bardal – triumfator konkursu PŚ w Wiśle w 2013

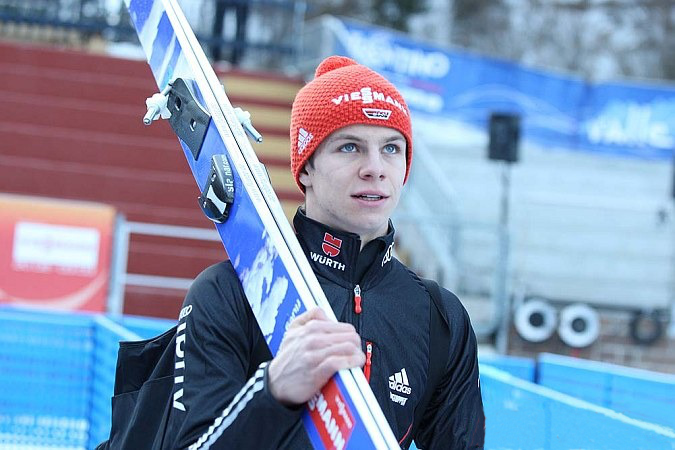
Andreas Wellinger – triumfator konkursu PŚ w Wiśle w 2014

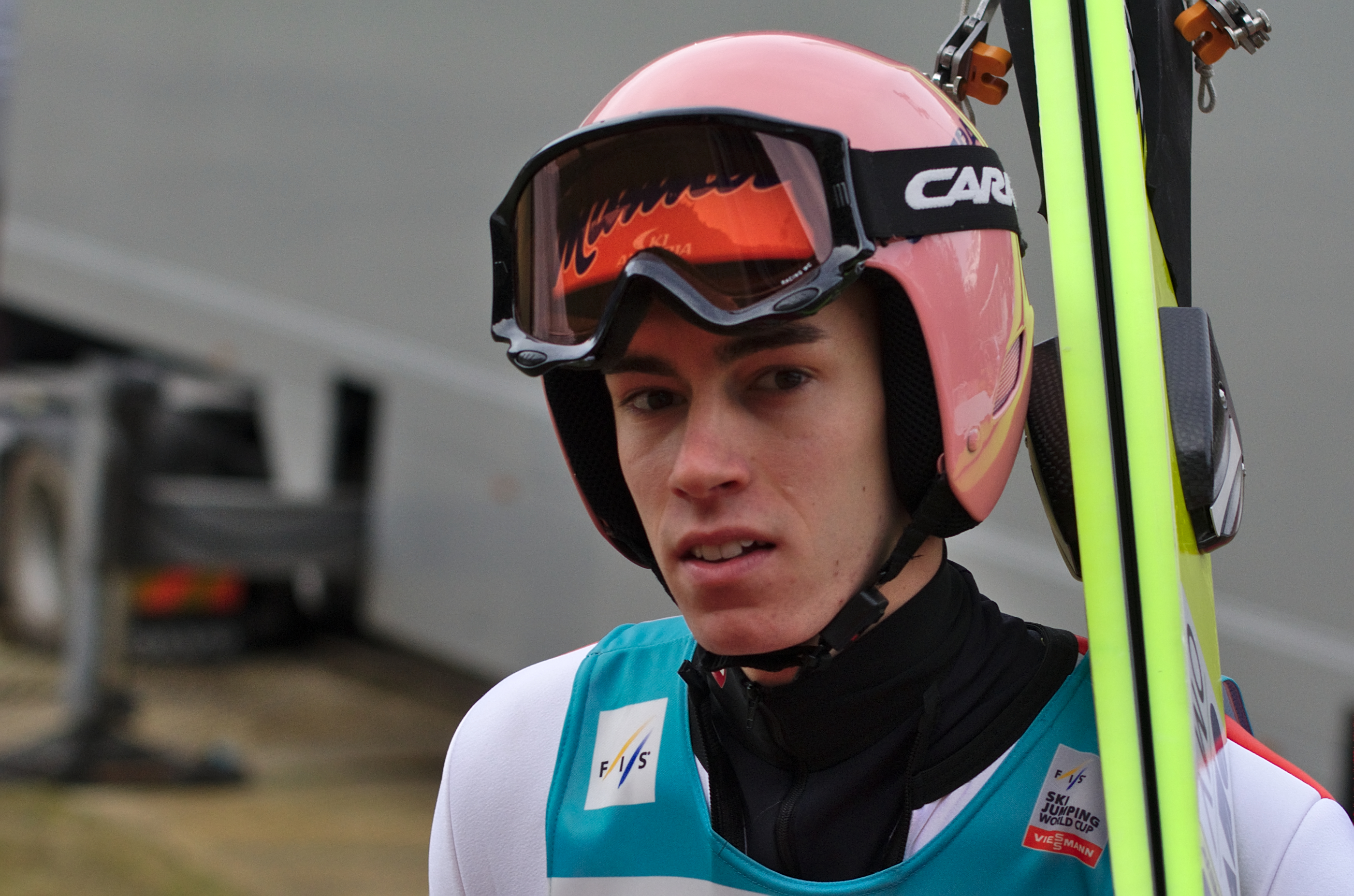
Stefan Kraft – triumfator konkursu PŚ w Wiśle w 2015

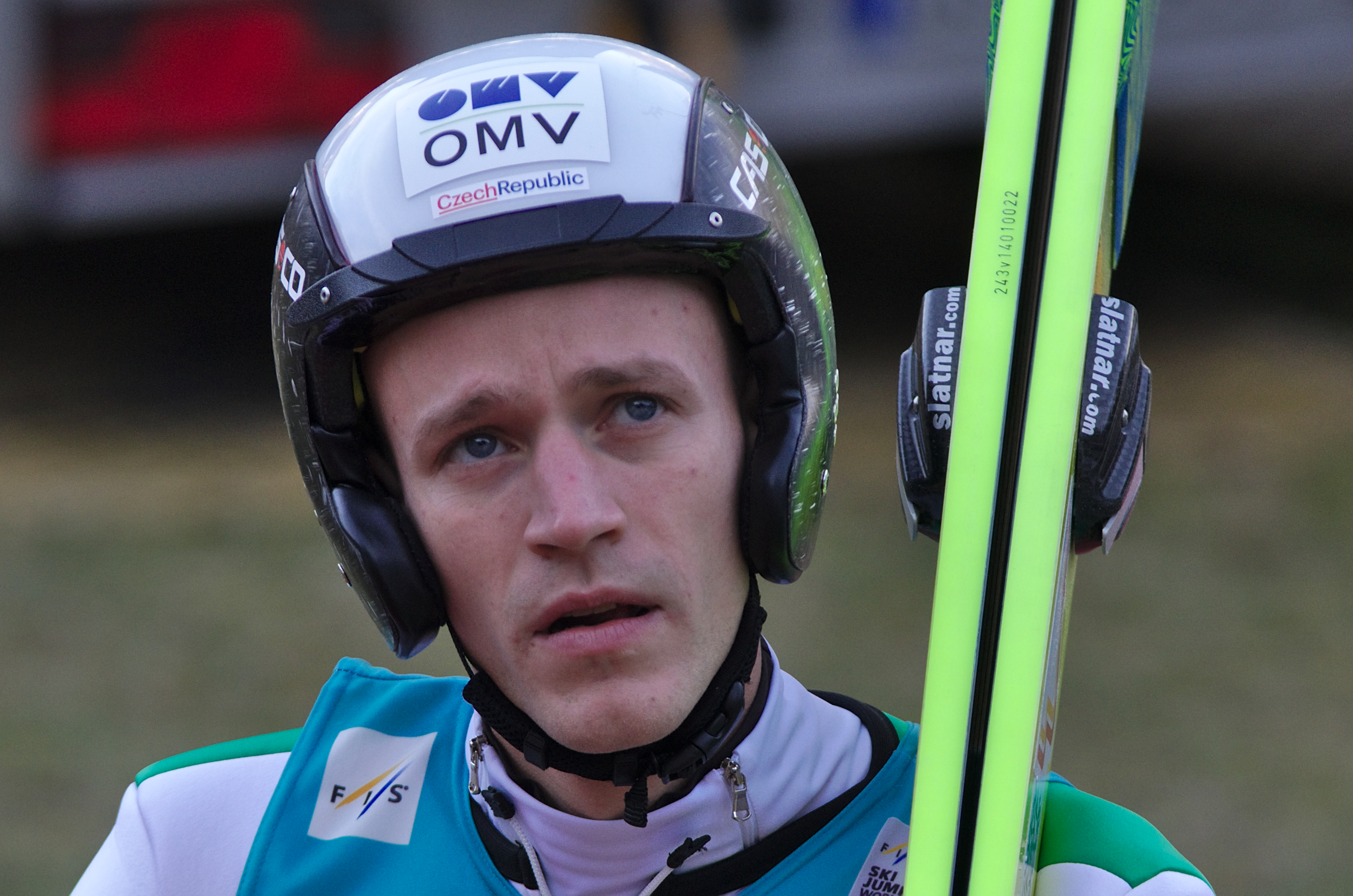
Roman Koudelka – triumfator konkursu PŚ w Wiśle w 2016

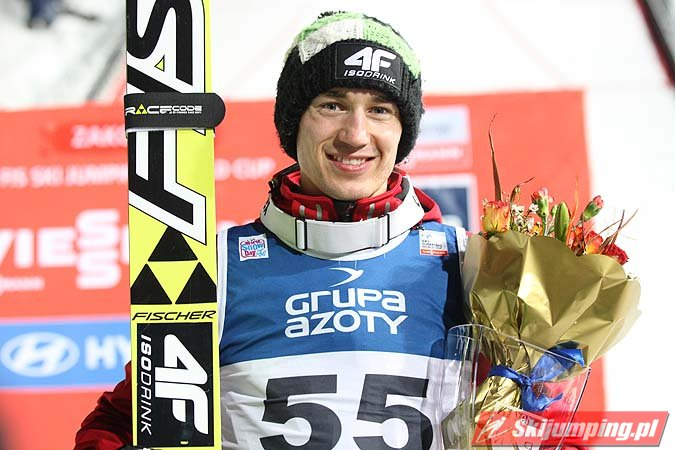
Kamil Stoch – triumfator konkursów PŚ w Wiśle w 2017

Puchar Świata w skokach narciarskich w Wiśle – zawody w skokach narciarskich, przeprowadzane od sezonu 2012/2013, w ramach Pucharu Świata w skokach narciarskich. Areną zmagań jest skocznia im. Adama Małysza w Wiśle-Malince.
Punkt K skoczni umiejscowiony jest na 120. metrze, a rozmiar skoczni wynosi 134 metry. Rekordzistą obiektu jest – od 13 stycznia 2024 roku – Andreas Wellinger, który uzyskał 144,5 m. Przewodniczącym Komitetu Organizacyjnego PŚ w Wiśle jest Andrzej Wąsowicz.

## Historia

### Sezon 2012/2013
W inauguracyjnym konkursie – 9 stycznia 2013 – udział wzięło 50 zawodników z 14 krajów, w tym 9 Polaków (Bartłomiej Kłusek, Aleksander Zniszczoł, Łukasz Rutkowski, Piotr Żyła, Stefan Hula, Krzysztof Miętus, Dawid Kubacki, Maciej Kot i Kamil Stoch). Do drugiej serii awansowało 30 zawodników z 11 krajów, w tym 4 Polaków. Zwycięstwo odniósł Norweg – Anders Bardal, po skokach na odległość 130 i 128 m (264,4 pkt.). Najlepiej z Polaków spisał się Piotr Żyła. Wiślanin skoczył 124,5 i 123 m i z notą 240,5 pkt. zajął 6. miejsce, najlepsze w karierze z dotychczasowych startów w konkursach Pucharu Świata (później poprawił je, wygrywając w marcu 2013 konkurs PŚ w Oslo). Jedną lokatę niżej ukończył konkurs Kamil Stoch (122 i 124,5 m, 238,3 pkt.). Z pozostałych polskich zawodników, którzy awansowali do drugiej serii, 13. miejsce zajął Maciej Kot, a 27. Stefan Hula. Konkurs odbył się w trudnych warunkach, wiatr często zmieniał siłę i kierunek. Bezpośrednią transmisję telewizyjną z zawodów przeprowadziły m.in. stacje: TVP1, TVP Sport i Eurosport – w Polsce i ARD – w Niemczech.

### Sezon 2013/2014
16 stycznia 2014 po raz drugi przeprowadzono w Wiśle zawody Pucharu Świata. Początkowo konkurs na skoczni im. Adama Małysza w Wiśle nie znalazł się we wstępnym kalendarzu Pucharu Świata w skokach narciarskich na sezon 2013/14. Jego projekt opublikowano po posiedzeniu komisji FIS w Zurychu. Zimowe zawody miały odbyć się w Polsce tylko w Zakopanem. Ponadto organizatorzy zmagali się przed zawodami z brakiem śniegu na skoczni, który musiał być dowożony za pomocą ciężarówek z Podhala. W konkursie udział wzięło 50 zawodników z 12 krajów, w tym 10 Polaków (zwycięzca kwalifikacji do zawodów – Klemens Murańka oraz Bartłomiej Kłusek, Aleksander Zniszczoł, Stefan Hula, Dawid Kubacki, Krzysztof Biegun, Maciej Kot, Jan Ziobro, Piotr Żyła i lider klasyfikacji generalnej Pucharu Świata – Kamil Stoch). Ze względu na nieobecność kilku czołowych zawodników, znajdujący się przed zawodami na 14 miejscu w Pucharze Świata, jubilat, Piotr Żyła, miał kwalifikacje zapewnione, jako ostatni z najlepszej dziesiątki. Do drugiej serii awansowało 30 zawodników z 9 krajów, w tym 7 Polaków. Zwycięstwo odniósł Niemiec – Andreas Wellinger, po skokach na odległość 127 i 128,5 m (262,8 pkt.). Drugie miejsce zajął Polak – Kamil Stoch (134,5 i 132 m, 261,9 pkt.), a trzecie Austriak – Michael Hayböck (137 i 130 m, 261,2 pkt.). Tuż za podium znalazł się Austriak – Thomas Diethart, zwycięzca 62. Turnieju Czterech Skoczni (131 i 128,5 m, 260,4 pkt.). Piąty był Peter Prevc (140,5 i 132,5 m, 259,3 pkt.). Pierwszy skok Słoweńca byłby nowym rekordem skoczni, ale zawodnik podparł swój skok. Szóste miejsce zajął lider konkursu po pierwszej serii, Polak – Jan Ziobro (133 i 126 m, 255 pkt.), który tego samego dnia został po raz pierwszy ojcem. Z pozostałych polskich zawodników, którzy awansowali do drugiej serii, 12. miejsce zajął Piotr Żyła, 18. Klemens Murańka, 20. Krzysztof Biegun, 23. Maciej Kot, a 28. Dawid Kubacki. Kamil Stoch po konkursie w Wiśle pozostał liderem klasyfikacji generalnej Pucharu Świata. Polak powiększył przewagę nad Austriakiem Gregorem Schlierenzauerem (ósmym w zawodach) do 59 pkt..

## Podium poszczególnych konkursów PŚ w Wiśle

### Mężczyźni
| Lp  | Data              | Skocznia          | HS    | Uwagi         | Szczegóły | 1. miejsce                                                                                    | 2. miejsce | 3. miejsce                                                                   |
| --- | ----------------- | ----------------- | ----- | ------------- | --------- | --------------------------------------------------------------------------------------------- | --- | ---------------------------------------------------------------------------- |
| 1.  | 9 stycznia 2013   | im. Adama Małysza | HS134 | nocny         | 2013      | Anders Bardal                                                                                 | Richard Freitag | Rune Velta                                                                   |
| 2.  | 16 stycznia 2014  | im. Adama Małysza | HS134 | nocny         | 2014      | Andreas Wellinger                                                                             | Kamil Stoch | Michael Hayböck                                                              |
| 3.  | 15 stycznia 2015  | im. Adama Małysza | HS134 | nocny         | 2015      | Stefan Kraft                                                                                  | Peter Prevc | Severin Freund                                                               |
| 4.  | 4 marca 2016      | im. Adama Małysza | HS134 | nocny         | 2016      | Roman Koudelka                                                                                | Kenneth Gangnes | Noriaki Kasai                                                                |
| 5.  | 5 marca 2016      | im. Adama Małysza | HS134 | nocny         | 2016      | odwołany                                                                                      | odwołany | odwołany                                                                     |
| 5.  | 14 stycznia 2017  | im. Adama Małysza | HS134 | nocny         | 2017      | Kamil Stoch                                                                                   | Stefan Kraft | Andreas Wellinger                                                            |
| 6.  | 15 stycznia 2017  | im. Adama Małysza | HS134 | nocny         | 2017      | Kamil Stoch                                                                                   | Daniel-André Tande | Domen Prevc                                                                  |
| 7.  | 18 listopada 2017 | im. Adama Małysza | HS134 | nocny, druż.  | 2017      | Norwegia 1. Johann André Forfang 2. Anders Fannemel 3. Daniel-André Tande 4. Robert Johansson | Polska 1. Piotr Żyła 2. Dawid Kubacki 3. Maciej Kot 4. Kamil Stoch Austria 1. Daniel Huber 2. Clemens Aigner 3. Michael Hayböck 4. Stefan Kraft | –                                                                            |
| 8.  | 19 listopada 2017 | im. Adama Małysza | HS134 | nocny         | 2017      | Junshirō Kobayashi                                                                            | Kamil Stoch | Stefan Kraft                                                                 |
| 9.  | 17 listopada 2018 | im. Adama Małysza | HS134 | nocny, druż.  | 2018      | Polska 1. Piotr Żyła 2. Jakub Wolny 3. Dawid Kubacki 4. Kamil Stoch                           | Niemcy 1. Karl Geiger 2. Markus Eisenbichler 3. Stephan Leyhe 4. Richard Freitag                                                                | Austria 1. Michael Hayböck 2. Clemens Aigner 3. Daniel Huber 4. Stefan Kraft |
| 10. | 18 listopada 2018 | im. Adama Małysza | HS134 | nocny         | 2018      | Jewgienij Klimow                                                                              | Stephan Leyhe | Ryōyū Kobayashi                                                              |
| 11. | 23 listopada 2019 | im. Adama Małysza | HS134 | nocny, druż.  | 2019      | Austria 1. Philipp Aschenwald 2. Daniel Huber 3. Jan Hörl 4. Stefan Kraft                     | Norwegia 1. Daniel-André Tande 2. Thomas Aasen Markeng 3. Marius Lindvik 4. Robert Johansson                                                    | Polska 1. Piotr Żyła 2. Jakub Wolny 3. Kamil Stoch 4. Dawid Kubacki          |
| 12. | 24 listopada 2019 | im. Adama Małysza | HS134 | –             | 2019      | Daniel-André Tande                                                                            | Anže Lanišek | Kamil Stoch                                                                  |
| 13. | 21 listopada 2020 | im. Adama Małysza | HS134 | nocny, druż.  | 2020      | Austria 1. Philipp Aschenwald 2. Michael Hayböck 3. Daniel Huber 4. Stefan Kraft              | Niemcy 1. Markus Eisenbichler 2. Karl Geiger 3. Pius Paschke 4. Constantin Schmid                                                               | Polska 1. Piotr Żyła 2. Klemens Murańka 3. Dawid Kubacki 4. Kamil Stoch      |
| 14. | 22 listopada 2020 | im. Adama Małysza | HS134 | nocny         | 2020      | Markus Eisenbichler                                                                           | Karl Geiger | Daniel Huber                                                                 |
| 15. | 4 grudnia 2021    | im. Adama Małysza | HS134 | nocny, druż.  | 2021      | Austria 1. Manuel Fettner 2. Jan Hörl 3. Daniel Huber 4. Stefan Kraft                         | Niemcy 1. Pius Paschke 2. Stephan Leyhe 3. Markus Eisenbichler 4. Karl Geiger                                                                   | Słowenia 1. Cene Prevc 2. Peter Prevc 3. Timi Zajc 4. Anže Lanišek           |
| 16. | 5 grudnia 2021    | im. Adama Małysza | HS134 | nocny         | 2021      | Jan Hörl                                                                                      | Marius Lindvik | Stefan Kraft                                                                 |
| 17. | 5 listopada 2022  | im. Adama Małysza | HS134 | igelit, nocny | 2022      | Dawid Kubacki                                                                                 | Halvor Egner Granerud | Stefan Kraft                                                                 |
| 18. | 6 listopada 2022  | im. Adama Małysza | HS134 | igelit, nocny | 2022      | Dawid Kubacki                                                                                 | Anže Lanišek | Marius Lindvik                                                               |
| 19. | 13 stycznia 2024  | im. Adama Małysza | HS134 | duety, nocny  | PT        | Słowenia 1. Lovro Kos 2. Anže Lanišek                                                         | Austria 1. Manuel Fettner 2. Jan Hörl | Niemcy 1. Stephan Leyhe 2. Andreas Wellinger                                 |
| 20. | 14 stycznia 2024  | im. Adama Małysza | HS134 | nocny         | PT        | Ryōyū Kobayashi                                                                               | Stefan Kraft | Andreas Wellinger                                                            |
| 21. | 7 grudnia 2024    | im. Adama Małysza | HS134 | nocny         | 2024      | Daniel Tschofenig                                                                             | Gregor Deschwanden | Pius Paschke                                                                 |
| 22. | 8 grudnia 2024    | im. Adama Małysza | HS134 | nocny         | 2024      | Pius Paschke                                                                                  | Jan Hörl | Stefan Kraft                                                                 |

### Kobiety
| Lp | Data             | Skocznia          | HS    | Uwagi  | Szczegóły | 1. miejsce    | 2. miejsce        | 3. miejsce    |
| -- | ---------------- | ----------------- | ----- | ------ | --------- | ------------- | ----------------- | ------------- |
| 1. | 5 listopada 2022 | im. Adama Małysza | HS134 | igelit | 2022      | Silje Opseth  | Marita Kramer     | Eva Pinkelnig |
| 2. | 6 listopada 2022 | im. Adama Małysza | HS134 | igelit | 2022      | Eva Pinkelnig | Katharina Althaus | Frida Westman |

## Najwięcej razy na podium w konkursach indywidualnych
Uwzględnieni zawodnicy, którzy zdobyli minimum 2 miejsca na podium (stan na 8 grudnia 2024)
| Miejsce | Imię i nazwisko    | Kraj     | 1. miejsce | 2. miejsce | 3. miejsce | Razem |
| ------- | ------------------ | -------- | ---------- | ---------- | ---------- | ----- |
| 1.      | Kamil Stoch        | Polska   | 2          | 2          | 1          | 5     |
| 2.      | Dawid Kubacki      | Polska   | 2          | 0          | 0          | 2     |
| 3.      | Stefan Kraft       | Austria  | 1          | 2          | 4          | 7     |
| 4.      | Daniel-André Tande | Norwegia | 1          | 1          | 0          | 2     |
| 4.      | Jan Hörl           | Austria  | 1          | 1          | 0          | 2     |
| 6.      | Andreas Wellinger  | Niemcy   | 1          | 0          | 2          | 3     |
| 7.      | Ryōyū Kobayashi    | Japonia  | 1          | 0          | 1          | 2     |
| 7.      | Pius Paschke       | Niemcy   | 1          | 0          | 1          | 2     |
| 9.      | Anže Lanišek       | Słowenia | 0          | 2          | 0          | 2     |
| 10.     | Marius Lindvik     | Norwegia | 0          | 1          | 1          | 2     |

## Najwięcej razy na podium według państw
stan na 8 grudnia 2024
| Miejsce | Państwo    | Zwycięstwa | 2. miejsca | 3. miejsca | Razem |
| ------- | ---------- | ---------- | ---------- | ---------- | ----- |
| 1.      | Austria    | 6          | 5          | 7          | 18    |
| 2.      | Polska     | 5          | 3          | 3          | 11    |
| 3.      | Niemcy     | 3          | 6          | 5          | 14    |
| 4.      | Norwegia   | 3          | 5          | 2          | 10    |
| 5.      | Japonia    | 2          | 0          | 2          | 4     |
| 6.      | Słowenia   | 1          | 3          | 2          | 6     |
| 7.      | Czechy     | 1          | 0          | 0          | 1     |
| 7.      | Rosja      | 1          | 0          | 0          | 1     |
| 9.      | Szwajcaria | 0          | 1          | 0          | 1     |